# Verbandsgemeinde Flammersfeld
Verbandsgemeinde Flammersfeld é uma associação municipal localizada no distrito de Altenkirchen, no estado da Renânia-Palatinado.

## Comunidades
1. Berzhausen
2. Bürdenbach
3. Burglahr
4. Eichen
5. Eulenberg
6. Flammersfeld1
7. Giershausen
8. Güllesheim
9. Horhausen
10. Kescheid
11. Krunkel
12. Niedersteinebach
13. Oberlahr
14. Obernau
15. Obersteinebach
16. Orfgen
17. Peterslahr
18. Pleckhausen
19. Reiferscheid
20. Rott
21. Schürdt
22. Seelbach
23. Seifen
24. Walterschen
25. Willroth
26. Ziegenhain

## População da Associação Municipal
| - 1815 – 3.235 - 1835 – 4.220 - 1871 – 5.183 - 1905 – 5.802 - 1939 – 6.377 | - 1950 – 7.439 - 1961 – 7.799 - 1970 – 8.610 - 1987 – 9.376 - 2005 – 11.964 |

## Política
Cadeiras ocupadas na associação municipal:
|      | SPD | CDU | FDP | Grüne | FWG | Total       |
| 2009 | 7   | 15  | 2   | 2     | 2   | 28 Cadeiras |
| 2004 | 7   | 17  | 2   | 2     | –   | 28 Cadeiras |